# Завтра наступит весна
Завтра наступит весна (исп. Mañana es primavera) — мексиканский мелодраматический телесериал 1982 года производства телекомпании Televisa. Трёхкратный лауреат премии TVyNovelas.

## Сюжет
Аманда — 50-летняя женщина из богатой семьи, которая вынуждена начать новую жизнь после того, как муж Альфредо бросил ее ради более молодой женщины Алисии, которая гонится только за ее деньгами. Аманда, пытаясь преодолеть свое горе, обращается к психоаналитику. Во время этого процесса она встречает Родриго, молодого художника-идеалиста, который влюбляется в нее. Однако, когда Альфредо узнает истинные намерения своей возлюбленной, он расстается с ней и пытается вернуть Аманду. Мы также видим жизнь Лауры, дочери Аманды, которой приходится сталкиваться с обычными проблемами молодости.

## Создатели телесериала

### В ролях
| Имя актёра/актрисы     | Роль              | Характер персонажа                 |
| ---------------------- | ----------------- | ---------------------------------- |
| Сильвия Пиналь         | Аманда де Серрано | 50-летняя женщина из богатой семьи |
| Вирдиана Алатристе†    | Лаура Серрано     | Дочь Аманды                        |
| Густаво Рохо†          | Альфредо Серрано  | бывший муж Аманды                  |
| Рамиро Оливерос†       | Родриго Оливерос  | друг Аманды                        |
| Лиссета Ромо           | Алисиря Баэна     | бывшая любовь Альфредо             |
| Габриэла Араухо        | Анхела Тревиньо   |                                    |
| Офелия Гильмаин†       | Доктор            |                                    |
| Норма Ласарено         | Сония             |                                    |
| Гонсало Вега†          | Бруно             |                                    |
| Эухения Авенданьо†     | Мария Хулия       |                                    |
| Вольф Рувинскис†       | Рауль             |                                    |
| Конни де ла Мора       | Эмилия            |                                    |
| Рафаэль Санчес Наварро | Эдуардо Серрано   |                                    |
| Ребека Рамбаль         | Адриана           |                                    |
| Лили Инклан†           | Донья Ева         |                                    |
| Мария Прадо            | Трини             |                                    |
| Эдуардо Паломо†        | Фернандо          |                                    |
| Адриана Парра          | Кармен            |                                    |
| Полли                  | Сесилия           |                                    |
| Альфредо Варела        | Ромеро            |                                    |
| Хайме Гарса†           |                   |                                    |

### Административная группа
| Наименование административной группы | Имя члена административной группы и должность                                               |
| ------------------------------------ | ------------------------------------------------------------------------------------------- |
| Сценарный отдел                      | Хуан Гене† — оригинальный текст; Норберто Вийера — адаптация                                |
| Режиссура                            | Серхио Хименес† — режиссёр-постановщик.                                                     |
| Операторский и монтажный краны       | Карлос Герра — оператор-постановщик                                                         |
| Музыка                               | Гильермо Мендес Гуйу — певец (исполнитель песни Mañana es primavera к заставке телесериала) |
| Администраторы                       | Сильвия Пиналь — продюсер                                                                   |

## Награды и премии
Телесериал был номинирован четыре раза на премию TVyNovelas, из которой победу одержали две номинации и ещё была вручена спецпремия (проигрышной номинацией оказался сам телесериал). Сильвия Пиналь получила две награды — в номинации лучшая актриса, а также спецпремию за трагически погибшую свою дочь Вирдиану Алатристе, которая снималась в телесериале. Рафаэль Санчес Наварро получил премию в номинации Лучшее мужское откровение.

## Участие Виридианы Алатристе в телесериале
25 октября 1982 года дочь Сильвии Пиналь и кинопродюсера Густаво Алатристе, 19-летняя Виридиана Алатристе, погибла в ДТП, упав в двухметровый овраг, после того, как была на вечеринке в доме своего тогдашнего бойфренда Хайме Гарса, который также был её партнером в этом телесериале. Участие в телесериале молодая актриса оставила незавершенной, а игра в спектакле «Тартюф-самозванец» стала последним, что у нее осталось за несколько часов после смерти. Сильвия Пиналь не хотела упоминать в телесериале смерть своей дочери, поэтому в последней серии был использован только белый голубь, символизирующий её умершую дочь и говорящий, что Лаура решила отправиться в путешествие. Так этот телесериал стал последним с участием Виридианы Алатристе. Говорят, что Виридиана предчувствовала свою трагическую гибель. Эксперты утверждали, что Виридиану ждало большое будущее в качестве главной героини телесероиалов, поскольку она была очень талантлива и харизматична, но увы, судьба распорядилась иначе.